# ألتون نيويل
ألتون نيويل (بالإنجليزية: Alton Newell)‏ هو شخصية أعمال أمريكي، ولد في 1913 في أوكلاهوما في الولايات المتحدة، وتوفي في 2000 في هيوستن في الولايات المتحدة.